# Kriegsgräberstätte Moldau
Die Kriegsgräberstätte Moldau in Chișinău, der Hauptstadt der Republik Moldau, wurde 2006 als deutscher Soldatenfriedhof eröffnet. Er wird betreut vom Volksbund Deutsche Kriegsgräberfürsorge. Grundlage ist ein Abkommen zwischen der Regierung der Bundesrepublik Deutschland und der Republik Moldau.
Bis zum Jahr 2017 wurden hier 6.525 Tote eingebettet. Die Anlage soll bis zu 30.000 Gefallene aufnehmen.

## Lage
Die Kriegsgräberstätte liegt am nördlichen Stadtrand an der „Strada Doina“ auf dem Gebiet der Gemeinde Grãtieºti. Die Einweihung der Friedhofsanlage datiert auf den 20. Mai 2006.